# Édifice public Dominion
L’ Édifice public Dominion  est un immeuble de bureaux de cinq étages de style Beaux-Arts, construit entre 1926 et 1935 pour le gouvernement du Canada à l'angle sud-est des rues rue Front (en) et Bay Street à Toronto, en Ontario, au Canada .
Le 11 janvier 2017, la Société immobilière du Canada limitée (en) a annoncé la vente imminente de la propriété . Le 23 mars 2017, Larco Investments, propriétaire du Château Laurier, à Ottawa, avait acheté l'immeuble .

## Valeur patrimoniale
"Construite sur une lourde base de maçonnerie de pierre à joints en canal, la longue façade principale comprend un pavillon central en saillie pourvu de colonnes ioniques autostables et se termine par un pavillon à chaque extrémité. Les murs intermédiaires sont accentués par des pilastres ioniques supportant une corniche et un attique."  .
L’édifice est classé Édifice fédéral du patrimoine classé  par le gouvernement canadien en 1983 . Cette désignation a été conservée jusqu'à la vente du bâtiment. En 2015, Travaux publics et Services gouvernementaux Canada a demandé que les services de préservation du patrimoine de la ville de Toronto évaluent le bâtiment afin de déterminer s'il méritait d'être désigné comme bien individuel en vertu de l'article 29 de la partie IV de la Loi sur le patrimoine de l'Ontario. Le bâtiment a été inscrit à la partie V de la Loi sur le patrimoine de l'Ontario en tant que partie du district de conservation du patrimoine de la gare Union; comme le gouvernement fédéral n'est pas assujetti à la Loi, le respect de leur part était volontaire. La désignation de district de conservation du patrimoine est limitée à l'extérieur du bâtiment. La désignation en vertu de la partie IV de la loi permet la protection de la valeur du patrimoine culturel et des attributs du patrimoine, y compris les caractéristiques intérieures du bâtiment . La ville de Toronto a désigné l'immeuble en vertu de la Partie IV de la Loi sur le patrimoine de l'Ontario le 10 mai 2017 .